# Metalectra croceipalpis
Metalectra croceipalpis är en fjärilsart som beskrevs av William Schaus 1912. Metalectra croceipalpis ingår i släktet Metalectra och familjen nattflyn. Inga underarter finns listade i Catalogue of Life.